# Lychnophora trichocarpha
Lychnophora trichocarpha là một loài thực vật có hoa trong họ Cúc. Loài này được (Spreng.) Spreng. mô tả khoa học đầu tiên năm 1827.